# 七佬岭
七佬岭是中国广东省广州市从化区的一个自然村。在太平镇东北面约5000米，属水南村管辖。清朝建村。1998年时，全村人口95人。